# Хробакоподібна змія
Хробакоподібна змія (Carphophis) — рід неотруйних змій родини Вужеві. Має 2 види.

## Опис
Загальна довжина сягає 35 см. Голова і тіло стрункі (цим нагадують хробаків — звідси їх назва), вкриті лускою середнього розміру. Голова трохи сплощена. Очі маленькі. Кінчик хвоста загострений. Забарвлення спини темно-коричневе, нижня частина — рожева або помаранчева.
Їх часто плутають з іншими подібними видами, такими, як земляні вужі або сторерія.

## Спосіб життя
Зустрічаються в лісовій та скелястій місцині. Полюбляють ховатися серед опалого листя або в траві, також трапляються серед ущелин та уламків скель. Живляться переважно земляними хробаками, дощовими червами, а також комахами.

## Розмноження
Парування і розмноження починається на початку літа. Це яйцекладні змії. Зазвичай самиця відкладає 5 яєць в кублі на початку літа, а потомство з'являється на світ у серпні або вересні. Новонароджені особини сягають 12 см. 

## Розповсюдження
Є ендеміками США.
- C. amoenus  - Арканзас, східна Міссурі, Луїзіана, Міссісіпі, Алабама, північна  Джорджія,  Південна Кароліна, Північна Кароліна, Теннессі, Вірджинія, Західна Вірджинія, Кентуккі, на півдні Іллінойсу, південна Індіана , південь Огайо, Делавер, Нью-Джерсі, Меріленд, Пенсільванія, південно-східний  Нью-Йорк і  Коннектикут
- C. vermis  - південна Айова, південно-східна Небраска, східноий Канзас, західний Іллінойс, Міссурі, Луїзіана, східна Оклахома, північно-східний Техас південно-західна частини штату Вісконсин, і південному сході Арканзасу

## Види і підвиди
- Carphophis amoenus (Томас Сей, 1825) - червовидна змія
  - Carphophis amoenus amoenus (Томас Сей, 1825) - східна червовидна змія
  - Carphophis amoenus helenae (Роберт Кеннікотт, 1859) - середньозахідна червовидна змія
- Carphophis vermis (Роберт Кеннікотт, 1859) - західна червовидна змія